# Humbertiella sakamaliensis
Humbertiella sakamaliensis är en malvaväxtart som först beskrevs av Bénédict Pierre Georges Hochreutiner, och fick sitt nu gällande namn av L.J. Dorr. Humbertiella sakamaliensis ingår i släktet Humbertiella och familjen malvaväxter. Inga underarter finns listade i Catalogue of Life.